# Chironomus uttarpadeshensis
Chironomus uttarpadeshensis är en tvåvingeart som beskrevs av Singh och Kulshrestha 1976. Chironomus uttarpadeshensis ingår i släktet Chironomus och familjen fjädermyggor. Inga underarter finns listade i Catalogue of Life.